# 피그미뛰는쥐속
피그미뛰는쥐속(Salpingotus)은 뛰는쥐과에 속하는 설치류 속 분류군이다. 5종으로 이루어져 있다.

## 하위 종
- 굵은꼬리피그미뛰는쥐 또는 굵은꼬리피그미저보아 (S. crassicauda)
- 헤프트너피그미뛰는쥐 또는 헤프트너피그미저보아 (S. heptneri)
- 코즐로프피그미뛰는쥐 또는 코즐로프피그미저보아 (S. kozlovi)
- 엷은색피그미뛰는쥐 또는 엷은색피그미저보아 (S. pallidus)
- 토마스피그미뛰는쥐 또는 토마스피그미저보아 (S. thomasi)